# Camarilla de Sinkiang
La camarilla de Sinkiang fue una facción militar que gobernó Sinkiang durante la Era de los señores de la guerra en China. A diferencia de otras camarillas de la época, sus líderes eran de otras provincias. 
Durante la Revolución de Xinhai en 1911, el gobernador Qing huyó de Dihua (Ürümqi), la capital provincial. Una banda de Yunnan, encabezados por Yang Zengxin, controlaron la rebelión y se establecieron como los líderes de la provincia. El presidente de la recién fundada República Yuan Shikai reconoció a Yang como gobernador. Yang fue uno de los pocos que apoyó las ambiciones de Yuan Shikai de convertirse en emperador. Durante la Guerra de Protección Nacional, purgó a los oficiales que simpatizaban con el líder de la Camarilla de Yunnan Cai E. Tras la muerte de Yuan Shikai, Yang reconoció al Gobierno de Beiyang y mantuvo una política aislacionista y neutral, la cual mantuvo a Xinjiang alejado de todas las turbulencias experimentadas en el resto de China en esa época.
Ma Fuxing y Ma Shaowu, los cuales eran chinos musulmanes eran miembros de la camarilla. Tuvieron posiciones militares y políticas bajo Yang.
Yang tenía poder absoluto en la región y guardaba las llaves de la estación de radio consigo en todo momento. Él mismo leyó cada mensaje y se deshizo de los que no le gustaban.
Futuro diputado de Yang, Fan Yaonan, Había estado estudiando en Japón cuando Li Yuanhong lo nombró agregado militar de Sinkiang. A Fan le disgustaba mucho la política del gobierno de Yang de mantener a la gente en la ignorancia y trató de traer ideas más progresistas a la región. Li Yuanhong esperaba que Fan eventualmente matara a Yang y lo reemplazara como gobernador de Sinkiang. Aspirando a puestos más altos, Fan aceleró el proceso por lo que el 7 de julio de 1928, días después de reconocer al gobierno nacionalista (KMT) en Nankín, Yang resultó asesinado por Fan mató a tiros a Yang durante un banquete en la Academia de Política y Derecho de Xinjiang. Fue sucedido por su protegido Jin Shuren quien procedía de Gansu. Jin administró de manera incorrecta la provincia y alienó a la mayoría musulmana que la habitaba. En 1931, los musulmanes se rebelaron contra Jin. El señor de la guerra de Gansu Ma Zhongying de la Camarilla Ma invadió la provincia para apoyar la rebelión. Pronto, varios otros grupos se rebelaron también contra Jin, aunque también se peleaban entre ellos. Todo esto condujo a la proclamación de la Primera República del Turkestán Oriental.
Jin fue depuesto por un motín en 1933 y fue sucedido por Sheng Shicai. Sheng no era un protegido ni de Yang ni de Jin. Había sido inicialmente un oficial bajo las órdenes de Guo Songling y desertó junto a Guo para unirse al Guominjun. Fue nombrado por el Gobierno de Nankín para prestar servicio bajo las órdenes de Jin hacia 1930. La guerra continuó con Nankín imposibilitado de resolver el conflicto. Frustrado, Sheng se volvió hacia la Unión Soviética en 1934. Con ayuda soviética, Ma Hushan fue derrotado en 1937.  Sheng convirtió al Xinjiang en un protectorado soviético y un territorio seguro para el Partido Comunista Chino.
Con la invasión alemana a la Unión soviética en 1941, Sheng decidió reincorporarse al Kuomintang, expulsó a los asesores soviéticos y ejecutó a los comunistas. Chiang Kai-shek no podía confiar en Sheng, quien intentó renegociar con Stalin, así que lo destituyó e instaló un gobierno directo en 1944. La nueva administración KMT tuvo que enfrentar una nueva rebelión que provocó la proclamación de la Segunda República del Turkestán Oriental.